# Bash
bash – powłoka systemowa UNIX napisana dla projektu GNU. Program jest rozprowadzany na licencji GPL.
Bash to jedna z najpopularniejszych powłok systemów uniksowych. Jest domyślną powłoką w większości dystrybucji systemu GNU/Linux oraz w systemie macOS od wersji 10.3 do 10.14, istnieją także wersje dla większości systemów uniksowych. Bash jest także domyślną powłoką w środowisku Cygwin i MinGW dla systemów Win32.
Bash pozwala na pracę w trybie konwersacyjnym i w trybie wsadowym. Język basha umożliwia definiowanie aliasów, funkcji, zawiera konstrukcje sterujące przepływem (if, while, for, ...). Powłoka systemowa zachowuje historię wykonywanych poleceń i zapisuje ją domyślnie w pliku .bash_history w katalogu domowym użytkownika.

## Historia
Nazwa jest akronimem od Bourne-Again Shell (angielska gra słów: fonetycznie brzmi tak samo, jak born again shell, czyli odrodzona powłoka). Wywodzi się od powłoki Bourne’a sh, która była jedną z pierwszych i najważniejszych powłok systemu UNIX oraz zawiera pomysły zawarte w powłokach Korna i csh. Bash był pisany głównie przez Briana Foksa i Cheta Rameya w 1987 roku.

## Język powłoki bash

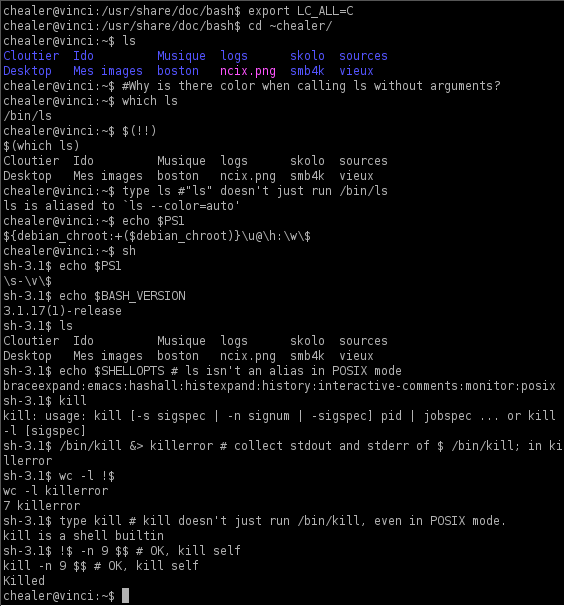
Zrzut ekranu sesji Bash 3.1 przedstawiający jej specyfikę

### Najciekawsze możliwości
Język powłoki bash jest rozszerzeniem powłoki sh. Większość skryptów przeznaczonych dla powłoki sh działa bez zmian w powłoce bash, wyjątkami są skrypty, które odwołują się do wbudowanych zmiennych powłoki Bourne’a lub używają wbudowanych poleceń tej powłoki. Składnia poleceń powłoki bash zawiera idee pochodzące z powłoki Korna i csh takie jak edycja linii poleceń (ang. command-line editing), historia poleceń, stos katalogów, zmienne $RANDOM i $PPID oraz POSIX-owe podstawianie polecenia (składnia: $((...))). Gdy bash jest używany interaktywnie, dostępne jest uzupełnianie nazw plików, poleceń wbudowanych i zewnętrznych programów, zmiennych itd., co dzieje się po naciśnięciu klawisza TAB.

### Działania na liczbach całkowitych
Bash, w odróżnieniu od sh, umożliwia wykonanie obliczeń za pomocą wyrażeń w podwójnych nawiasach ((...)) oraz składni $[...]. Przykładowo:
```
 
#!/bin/bash

 
x1
=
55
             
# Przypisz liczbę 55 do zmiennej x1. Uwaga: Nie może być spacji przed i po znaku równości!

 
((
x1
 
=
 
x1
 
+
 
1
))
   
# Dodaj jeden do x1. Nie stawia się tutaj znaku '$'.

 
echo
 
$((
x1
 
+
 
1
))
  
# Wypisz wartość x1+1 na ekran.

 
((
++x1
))
          
# Zwiększenie o jeden w stylu języka C.

 
((
x1++
))
          
# Podobnie jak powyżej ale teraz post-inkrementacja.

 
echo
 
$
[
x1
=
x1*20
]
  
# Pomnóż x1 przez 20, zapisz wynik do x1 i wypisz wynik na ekran.

 
echo
 
$((
x1
 
*
 
20
))
 
# To samo co powyżej, ale nie zapisuj wyniku do zmiennej.

 
echo
 
$((
x1
<
1000
))
 
# Sprawdź czy x1 jest mniejsze od 1000 i wypisz na ekranie wartość 0 lub 1. Jeden oznacza prawdę.

```

Składnia ((...)) może być także wykorzystana w wyrażeniach warunkowych, ponieważ w wyniku wykonania zwracane jest 0 lub 1 w zależności od tego czy porównanie wartości zwraca prawdę czy fałsz.
```
 
#!/bin/bash

 
if
 
((
x
 
==
 
y
 
*
 
3
 
+
 
z
 
*
 
2
))

 
then

     
echo
 
Yes

 
fi

 
((
z
 
>
 
23
))
 
&&
 
echo
 
Yes

```

Składnia ((...)) umożliwia posługiwanie się operatorami: ==, !=, >, <, >= i <=.
Bash nie umożliwia wykonywania obliczeń z wykorzystaniem liczb zmiennoprzecinkowych. Jedyne powłoki systemowe pozwalające na posługiwanie się liczbami zmiennoprzecinkowymi to powłoka Korna (1993) oraz zsh (od wersji 4.0).

### Przekierowanie wejścia/wyjścia
Bash rozszerza składnię powłoki sh służącą do przekierowania wejścia/wyjścia. Możliwe jest skierowanie standardowego wyjścia i standardowego wyjścia dla błędów do pliku w sposób krótszy niż w sh:
```
 
polecenie
 
&
>
 
plik

```

W powłoce Bourne’a wyglądałoby to następująco 'polecenie > plik 2>&'. Od wersji 2.05b możliwe jest przekierowanie zmiennej na standardowe wejście polecenia:
```
 
#!/bin/bash

 
polecenie
 
<<<
 
"Napis do przeczytania ze standardowego wejścia"

 
#można też użyć zmiennej

 
zmienna
=
"Ala ma"

 
cat
 
<<<
 
"
${
zmienna
}
 kota."

```

Przykład: Przekieruj standardowe wyjście do pliku, wypisz dane, zamknij plik, zresetuj wyjście:
```
 
exec
 
6
>
&
1
               
# niech deskryptor pliku 6 stanie się kopią standardowego wyjścia

 
exec
 
1
>test.dane
         
# otwórz plik test.dane do zapisu, deskryptor nr 1 oznacza,

                          
# że trafi do niego standardowe wyjście

 
echo
 
"dane:dane:dane"
    
# wypisz coś

 
exec
 
1
<
&
-
                
# zamknij plik

 
exec
 
1
>
&
6
                
# przywróć deskryptorowi 1 jego pierwotną funkcję

 
exec
 
<
&
-
                
# zamknij deskryptor 6

```

Otwórz i zamknij plik:
```
 
# otwórz test.dane do czytania

 
exec
 
6
<test.dane

 
# czytaj kolejne wiersze i wypisuj je, aż do napotkania końca pliku

 
while
 
read
 
-u
 
6
 
dane

 
do

    
echo
 
"
$dane
"

 
done

 
# zamknij plik

 
exec
 
6
<
&
-

```

Podstaw wyjście zewnętrznego polecenia do zmiennej:
```
 
# wyszukaj pliki których nazwa kończy się na literę "h"

 
# i zachowaj wynik w zmiennej ZM

 
ZM
=
$(
find
 
.
 
-name
 
"*h"
)

```

### Wbudowana obsługa wyrażeń regularnych
Bash 3.0 posiada wbudowaną obsługę wyrażeń regularnych, dopasowanie odbywa się za pomocą składni przypominającej Perl:
```
    
[[
napis
 
=
~
 
wyrażenie
]]

```

Używa się standardowych wyrażeń regularnych opisanych na stronie regex(7) podręcznika man. Powyższe polecenie zwraca wartość 0, gdy dopasowanie udało się lub 1 w przeciwnym przypadku. Podwyrażenia otoczone nawiasami są dostępne w zmiennej powłoki BASH_REMATCH, tak jak w poniższym przykładzie:
```
 
if
 
[[
abcfoobarbletch
 
=
~
 
foo
(
bar
)
bl
(
.*
)]]

 
then

     
echo
 
"Dopasowanie udało się\!"

     
echo
 
$BASH_REMATCH
               
# wypisuje: foobarbletch

     
echo
 
${
BASH_REMATCH
[1]
}
          
# wypisuje: bar

     
echo
 
${
BASH_REMATCH
[2]
}
          
# wypisuje: etch

 
fi

```

Używanie powyższej składni, zamiast programu grep, daje kod działający szybciej, ponieważ unika się kosztownego tworzenia nowego procesu.

### Obsługa list jednoelementowych
Bash obsługuje tworzenie tablic jednoelementowych.

Przykład użycia tablic:
```
# Utworzenie listy "lista"

lista
=(
a
 
b
 
c
 
d
 
e
 
f
 
g
)

# Wyświetlenie wszystkich elementów listy

echo
 
Wypisanie
 
elementów
 
listy:

echo
 
${
lista
[@]
}

# Wypisanie samej nazwy listy spowoduje wyświetlenie jedynie pierwszego elementu

echo
 
"Wypisanie samej nazwy listy spowoduje wyświetlenie jedynie pierwszego elementu"

echo
 
$lista

# Wypisanie wszystkich elementów oddzielając poszczególne znakiem Enter

echo
 
Wypisanie
 
wszystkich
 
elementów
 
oddzielając
 
poszczególne
 
znakiem
 
Enter

for
 
element
 
in
 
${
lista
[@]
}
;
 
do

  
echo
 
$element

done

# Dodawanie elementów do listy (dopisuje do końca)

echo
 
"Co chciałbyś dodać?: "

read
 
new_elem

lista
+=(
$new_elem
)

```